# Xylina Spathia
Ta Xylina Spathia (Ta Ksýlina Spathiá, /ta 'ksi.li.na spa.'θja/) (grego: Tα Ξύλινα Σπαθιά, português: "As Espadas de Madeira") foi uma banda de rock grega formada em 1993, em Salonica.

## História
Ksýlina Spathiá foi formada em 1993, em Salonica, Grécia, por Pávlos Pavlídis (vocal e guitarra) - antigo membro da banda Μωρά στη Φωτιά, (grego: Morá sti Fotiá, português: "Bebés no fogo") -, Vassílis Ghundarúlis (sintetizador), Pános Tôlios (bateria) e Chrístos Tsaprázis (baixo). Seguindo os passos da banda Trypes, eles começaram uma nova onda do rock grego naquela época, construindo assim as formas tradicionais do rock contemporâneo.
O primeiro álbum da banda, Ξεσσαλονίκη (Ksessaloníki (1993)), teve uma repercussão muito notável, passando a incluir o rock alternativo na música grega.
Com o segundo álbum, Πέρα Από τις Πόλεις της Ασφάλτου (Péra apó tis Pólis tis Asfáltu, "Além das cidades de asfalto" (1995)) - que foi relançado por causa de alguns problemas com sua gravadora anterior - Ksýlina Spathiá surpreendeu a muitos com a maturidade das suas canções. A música Λιωμένο Παγωτό (Lioméno Paghotó, "Gelado Derretido") fez um sucesso nunca antes alcançado por uma banda de rock na Grécia, superando as expectativas de audiência originalmente previstas para o estilo que representava.
As músicas Λιωμένο Παγωτό e Ο Βασιλιάς της Σκόνης (O Vassilhás Tis Skónis, "O rei do pó") tornaram-se um hino juvenil e até hoje são consideradas duas das mais adoradas músicas do rock grego clássico.
Seguiram-se inúmeros concertos por toda a Grécia, com um número cada vez maior de fãs até o lançamento do próximo álbum, Μια Ματιά σαν Βροχή (Miá Matiá san Vrohí, "Um vislumbre como a chuva" (1997)), que, com mudanças no som e nas composições, deu uma nova dinâmica ao perfil do grupo. A recepção do público impulsionou altas vendas, fazendo deles uma banda de respeito. Mais especificamente, o terceiro álbum da banda deu-lhes um disco de ouro e o segundo de platina. O sucesso das apresentações daquele verão no Festival de Vyronas, em Atenas - onde foi registrado um recorde de 8.000 presentes - e em Nicósia, no Chipre, provou a boa recepção do álbum.
No mesmo ano, depois de um convite da MTV, a banda apareceu no H. Q. Club, em Londres, depois de substituir o baterista Pános Tólhos por Tákis Kannélos, do Mode Plagal. Fizeram shows em quatro cidades da Inglaterra.
Por causa da agenda de shows apertada, a formação da Ksýlina Spathiá sofreu mais uma modificação: entrou Yánnis Mítsis no lugar do baterista Tákis Kannélos.
O ponto alto da carreira foram as apresentações no Rockwave Festival (1998), a abertura do show dos Rolling Stones, em Atenas, em Setembro de 1998, e os shows com bilhetes esgotados em Rodon, Atenas, e Mylo, Salonica, também em 1998.
O último trabalho do Ksýlina Spathiá, Ένας Κύκλος στον Αέρα (Énas Kýklos ston Aéra, "Um círculo no ar" (2000)), adicionou novos elementos eletrónicos ao estilo da banda e é, na verdade, um outro clássico e representativo álbum do grupo.
Depois disso, a banda encerrou as actividades por razões desconhecidas. Apesar disso, a influência das suas músicas, com melodias captivantes e letras profundas, ainda são notadas, não só porque as suas músicas ainda são cantadas pelas pessoas ou porque tocaram na rádio, mas também porque incentivaram outras bandas a continuarem o que começaram. A recepção do público e o sucesso nas vendas faz da Ksýlina Spathiá, com razão, a maior banda grega de sucesso juntamente com Trypes.

## Discografia

### Ξεσσαλονίκη(Ksessaloníki)
- Gravadora: Ano Kato
- Formato: 1 CD
- Lançamento: 1993

#### Faixas
- Αφού σου το 'πα (Afú su tó 'pá, "Eu te disse")
- Ερώτηση Κλειδί (Erótissi klidhí, "Pergunta-chave")
- Ξεσσαλονίκη ("Ksessaloníki")
- Ο Καβαλάρης του Τρόμου (O kavaláris tu trómu, "O cavaleiro do medo")
- Το Νερό που Κυλάει (To neró pu kylái, "A água que flui")
- Πουλιά (Pulhá, "Pássaros")
- Ο Βασιλιάς της Σκόνης (O vassilhás tis skónis, "O rei do pó")
- Αδρεναλίνη (Adhrenalíni, "Adrenalina")
- Τρένο Φάντασμα (Tréno fántasma, "Comboio fantasma")
- Σιωπή (Siopí, "Silêncio")
- Ρόδες (Ródhes, "Rodas")
- Λόλα ("Lóla")

### Πέρα Από τις Πόλεις της Ασφάλτου(Péra Apó Tis Pólis Tis Asfáltu,"Além das cidades de asfalto")
- Gravadora: Virgin Records
- Formato: 1 CD
- Lançamento: 1995

#### Faixas
- Λιωμένο Παγωτό (Lioméno paghotó, "Gelado derretido")
- Ρίτα ("Rita")
- Ο Εξορκιστής (O eksorkistís, "O exorcista")
- Ότι Θες Εσύ (Óti thés essý, "O que você quiser")
- Φωτιά στο Λιμάνι (Fotiá sto limáni, "Fogo no porto")
- Ατλαντίς ("Atlantís")
- O Κάιν (O Káin, "Caim")
- Μη Ρωτάς (Mi rotás, "Não pergunte")
- Οι Συμμορίες της Ασφάλτου (I symmoríes tis asfáltu, "Os gangues do asfalto")
- Μη Ρωτάς (REMIX 2)

### Μια Ματιά Σαν Βροχή(Miá Matiá San Vrohí,"Um vislumbre como a chuva")
- Gravadora: Virgin Records
- Formato: 1 CD
- Lançamento: 1997

#### Faixas
- Ρομπότ (Robót, "Robô")
- Το Καράβι (To karávi, "O barco")
- Ζεστός Αέρας (Zestós aéras, "Ar quente")
- Έχεις Ξανάρθει Εδώ (Éhis ksanárthi edhó, "Você esteve aqui antes")
- Βροχοποιός (Vrohopiós, "O fazedor de chuva")
- Δεν Έχει Τέλος (Dhen éhi télos, "Não tem fim")
- Ένα Παράξενο Τραγούδι (Éna parákseno traghúdi, "Uma canção estranha")
- Στο Βράχο (Sto vráho, "Na rocha")
- Μόνο Αυτό (Móno aftó, "Só ele")
- Αλλάζει Πρόσωπα η Θλίψη (Allázi próssopa i thlípsi, "Tristeza muda faces")

### Η Τροφή για τα Θηρία (EP)(I Trofí ghiá ta Thiría,"Comida para os animais")
- Gravadora: Virgin Records
- Formato: CD S 1
- Lançamento: 1999

#### Faixas
- Τροφή για τα Θηρία
- Διαστημόπλοια (Diastimóplia, "Naves espaciais")
- Χάθηκα (Háthika, "Estou perdido")
- Τώρα Αρχίζω και Θυμάμαι (Tóra arhízo ke thymáme, "Agora me começo a lembrar")

### Ένας Κύκλος στον Αέρα(Ênas kýklos ston aêra, "Um círculo no ar")
- Gravadora: Virgin Records
- Formato: 1 CD
- Lançamento: 2000

#### Faixas
- Η Τελευταία Φορά (I teleftéa forá, "A última vez")
- Πάρε με Μαζί σου (Páre me mazí su, "Leve-me com você")
- Στο Νότο (Sto nóto, "Para o sul")
- Τι Περιμένουν (Ti perimênun, "O que eles estão esperando")
- Ο Ναυαγός (O navagôs, "O náufrago")
- Κοιτάζω τα Σπίτια (Kitázo ta spítia, "Estou olhando para as casas")
- Σαν Εσένα (San essêna, "Como você")
- Πρέπει να Έρθεις (Prêpi na êrthis, "Você deveria vir")
- Χάρτινος Ουρανός (Hártinos uranôs, "Céu de papel")
- Οι Δαίμονες (I dhêmones, "Os demônios")

### Ao vivo
- Gravadora: Virgin Records
- Formato: 1 CD
- Lançamento: 2003

#### Faixas
- Ατλαντίς
- Ρίτα
- Ένα Παράξενο Τραγούδι
- Ρόδες
- Τι Περιμένουν
- Τα Πουλιά
- Σαν Εσένα
- Γκραντ Οτέλ ("Grande Hotel")
- Στο Βράχο
- Τώρα Αρχίζω και Θυμάμαι
- Δεν Έχει Τέλος
- Τρένο Φάντασμα
- Πάρε με Μαζί σου
- Αδρεναλίνη
- Κοιτάζω τα Σπίτια

### Τα Ξύλινα Σπαθιά(Ta Ksýlina Spathiá)- The Best Of
- Gravadora: EMI
- Formato: 1 CD
- Lançamento: 2007

#### Faixas
- Λιωμένο Παγωτό
- Ρίτα
- Φωτιά στο Λιμάνι
- Ατλαντίς
- Ο Βασιλιάς της Σκόνης
- Βροχοποιός
- Ένα Παράξενο Τραγούδι
- Κοιτάζω τα Σπίτια
- Η Τελευταία Φορά
- Γκραντ Οτέλ (Ao vivo)
- Πάρε με Μαζί σου
- Αλλάζει Προσωπα η Θλίψη
- Τροφή για τα Θηρία
- Διαστημόπλοια
- Σαν Εσένα
- Wooden Sword